# Zelliger Erzsébet
Zelliger Erzsébet (Somorja, 1945. január 11. –) felvidéki származású magyar nyelvész, egyetemi docens. A nyelvtudományok kandidátusa (1990).
Kutatási területe a nyelvtörténet és a dialektológia. Tagja a Magyar Nyelvtudományi Társaságnak és a Nemzetközi Hungarológiai Társaságnak.

## Életpályája
1963–1964 között a Szeszipari Országos Vállalatnál könyvelőként dolgozott. 1964–1969 között az Eötvös Loránd Tudományegyetem Bölcsészettudományi Kar hallgatója volt ahol magyar nyelv és irodalom szakos tanári diplomát kapott. 1969–1970 között az Eötvös Loránd Tudományegyetem Bölcsészettudományi Kar II. sz. Magyar Nyelvészeti Tanszékén gyakornok volt.
1970–1977 között a magyar nyelvtörténeti és nyelvjárástani tanszéken tanársegéd, 1977–1992 között adjunktus volt, 1992-től docens. 1973-ban a Vajdaságban, Nyitra vidékén tett tanulmányutat.
1990-ben kandidátusi fokozatot szerzett. 1993–1999 között a Pázmány Péter Katolikus Egyetemen dolgozott. 1994–1998 között Ausztriában tett tanulmányutat. 1994–2000 között Linzben volt tanulmányúton.
2005–2006 között a Bécsi Egyetem munkatársa volt. 2010-ben nyugdíjba vonult.

## Magánélete
Férje, Hosszú Ferenc (1943–2018) nyelvész volt. Három lánya született: Erzsébet (1975), Zsuzsanna (1978–?) és Borbála (1981–?). Utóbbi kettő életét vesztette.

## Művei
- Adalékok a magyar nyelv életrajzához: Bárczi Géza 80. születésnapjára (1973)
- A magyar nyelv történeti-etimológiai szótára III. kötet: Ö-Zs (szerkesztő, 1976)
- A kupuszinai nyelvjárás igeragozási rendszere (1977)
- Sylvester János latin-magyar nyelvtana (1989)
- Mutató A magyar nyelv történeti nyelvtanához (1997)
- A Tihanyi Alapítólevél (2005; 2011)
- Az első magyar nyelvű népének és művelődéstörténeti háttere (2006)
- A magyar nyelv használata a felső-ausztriai magyar diaszpóra körében (2012)
- Élő tájnyelvek: Válogatás az Emberi Erőforrások Minisztériuma és az Anyanyelvápolók Szövetsége anyanyelvi pályázataiból (2014)
- Az Apor-kódex töredéklapjai. 15. század első fele/15. század vége (2016)
- A kiskundorozsmai íjmarkolatlemezek feliratának elemzése (2019)
- Rovás - magyar nyelvtörténet - művelődéstörténet (2019)
- Hangtörténet és rovásábécé (2020)
- Egy mostoha sorsú hungaricum: a rovásírás (2021)
- Bonyhai Moga Mihály írásbelisége nyelvész szemmel (2021)
- Egy nyelvtörténész gondolatai a rovás kutatásáról egy 2021-ben megjelent könyv kapcsán (2022)
- Kinek szól az üzenet? (2023)

## Díjai
- Eötvös-plakett (1969)
- Miniszteri dicséret (1972)
- Akadémiai Díj (1978)
- Kiváló Munkáért (1989)
- Csűry Bálint-díj (1999)
- Széchenyi professzor ösztöndíj (2000-2003)
- A Magyar Érdemrend lovagkeresztje (2020)